# Meadow Fresh
Meadow Fresh là một thương hiệu sữa của New Zealand, hiện đang được quản lý bởi Goodman Fielder. Thương hiệu hiện đại ra đời là kết quả của việc hoán đổi thương hiệu vào tháng 9 năm 2005 giữa Dairy Foods, thuộc sở hữu của Graeme Hart, và New Zealand Milk, thuộc sở hữu của Fonterra.
Hai công ty nổi lên từ việc hoán đổi là:
- Fonterra Brands New Zealand Limited, thuộc sở hữu của Fonterra.
- Mainland Products Limited, (trở thành Meadow Fresh từ ngày 31 tháng 10 năm 2005), ban đầu thuộc sở hữu của Graeme Hart.

Meadow Fresh sau đó đã được bán cho Goodman Fielder liên quan đến đợt IPO của công ty đó. Vào ngày 3 tháng 7 năm 2006, Meadow Fresh, Top Hat Convenience Foods và Goodman Fielder New Zealand hợp nhất để trở thành Goodman Fielder New Zealand.

## Meadow Fresh NZ Ltd
Meadow Fresh sản xuất và phân phối các sản phẩm sữa dưới các thương hiệu sau:
- Meadow Fresh (sữa tươi và UHT);
- Sữa chua Meadow Fresh;
- Tararua được nuôi cấy;
- Bouton D'Or, Chesdale, Ornelle, Puhoi Valley Cheese

Meadow Fresh cũng có các thỏa thuận phân phối cho các sản phẩm của Fonterra Brands thông qua Dịch vụ Thực phẩm Tuyến đường.

## Chai sữa thủy tinh
Meadow Fresh là công ty cuối cùng ở New Zealand tiếp thị sữa đóng chai thủy tinh. Vào ngày 30 tháng 11 năm 2005, việc sản xuất sữa đóng chai thủy tinh tại nhà máy sản xuất Christchurch của họ đã ngừng hoạt động, chấm dứt kỷ nguyên này.

## Phân chia
- Meadow Fresh thuê một đội xe tải chở hàng ướp lạnh để phân phối sản phẩm cho các siêu thị, người giao sữa và xe tải thương mại trên các tuyến đường.
- Meadow Fresh "Milkies" phân phối sữa tươi cho một số hộ gia đình và doanh nghiệp trên khắp New Zealand.
- Nhân viên bán hàng thương mại trên mọi tuyến đường của Meadow Fresh phân phối sản phẩm của công ty thông qua mạng lưới xe tải làm lạnh.

## Các nhà máy sản xuất
Công ty có các nhà máy như sau:
- Blenheim Road, Christchurch, ({sữa và đồ uống)
- Longburn, Palmerston North (sữa và thực phẩm nuôi cấy)
- Puhoi Valley (đặc sản pho mát)

và có quyền thu mua pho mát tại
- Eltham, Taranaki (pho mát Cheddar)